# Tejidiello
Tejidiello (en asturiano: Teixidieḷḷu) es una casería española de la parroquia de San Martín de Luiña, perteneciente al municipio de Cudillero, en la comunidad autónoma de Asturias.

## Toponimia
El nombre del lugar puede encontrarse escrito con las grafías Tejidiello, Teixidieḷḷu, Tejediello, Tejidiellos y Teigediello.

## Historia
Hacia mediados del siglo XIX, el lugar, ya por entonces perteneciente a la parroquia de San Martín de Luiña del municipio de Cudillero, tenía contabilizada una población de 37 habitantes. Aparece descrito en el decimocuarto volumen del Diccionario geográfico-estadístico-histórico de España y sus posesiones de Ultramar de Pascual Madoz con las siguientes palabras:

TEIGEDIELLO: braña en la prov. de Oviedo, ayunt. de Cudillero y felig. de San Martin de Luiña. sit. en la ladera occidental del monte Pascual sobre el r. Uncin, cuarta braña de dicha ladera, siguiendo la encañada arriba dominando las de Gallinero, la Puerca y Folguerin: su terreno es fértil. prod.: maiz, patatas, habas, trigo, escanda y otros frutos. pobl.: 9 vec. y 37 almas.
(Madoz, 1849, p. 682)

En 2023, la entidad singular de población de Tejidiello tenía empadronados 3 habitantes, todos ellos en diseminado.